# Mutant – Das Grauen im All
Mutant – Das Grauen im All ist ein US-amerikanischer Science-Fiction-Horrorfilm aus dem Jahr 1982. Das Werk markierte das Regiedebüt von Allan Holzman, der sich später auf Dokumentarfilme spezialisierte, und wurde neben vielen anderen zu den B-Movies zählenden Filmen von Roger Corman produziert.
Der Film wurde für die Verleihung der Saturn-Awards 1983 in drei Kategorien nominiert, gewann jedoch keinen Preis.

## Handlung
Auf dem fiktiven Planeten Xarbia forscht eine Gruppe von Wissenschaftlern um den Forschungsleiter Gordon Hauser und dessen Assistentin Barbara Glaser an einer von ihnen erschaffenen Lebensform. Die mit dem Projektnamen Subjekt 20 benannte, proteinbasierte Kreatur befindet sich vorerst noch in einem Kokon und soll eine Hungersnot bekämpfen, welche die gesamte Galaxis betrifft. Nach dem Schlüpfen richtet sich Subjekt 20 jedoch gegen seine Schöpfer, die nacheinander brutal ums Leben kommen. Der Weltraumpilot Mike Colby, der hauptsächlich Jagd auf Piraten im All macht, wird mitsamt seinem Partner, dem Roboter SAM–104, nach Xarbia beordert, um die Katastrophe einzudämmen.

## Hintergrund
Allan Holzman, zuvor nur als Editor aktiv, soll von Produzent Corman beauftragt worden sein, binnen vier Tagen eine sieben- bis achtminütige Sequenz vorzulegen, die einen Astronauten und einen Roboter beinhaltete und die als Eröffnung für Das Grauen im All dienen sollte. Er hätte lediglich vier Tage Zeit bekommen, um ein Drehbuch, die Produktion sowie die Dreharbeiten zu vollenden. Außerdem soll Corman auf seinen Wunsch verwiesen haben, eine Version von Lawrence von Arabien im Weltall zu realisieren.
Einige von James Cameron entworfene Kulissen stammten noch von den Dreharbeiten zu Planet des Schreckens und Sador – Herrscher im Weltraum, welche ebenfalls von Corman produziert worden waren. Das Kostüm von SAM–104 brachte hingegen dessen Schauspieler Don Olivera selbst mit ans Set, nachdem er sich bei New Line Cinema für eine Rolle als Roboter beworben hatte. Aufgrund des geringen Budgets von weniger als 1 Mio. Dollar bediente sich die Crew bei der Gestaltung der Gänge der Forschungsstation an Alltagsgegenständen wie Eierkartons und Styroporverpackungen von Essenslieferdiensten oder projizierte riesige Bildschirme einfach mithilfe von Super-8-Material an die Wände. Die Kadaver der Versuchstiere sollen laut Holzman echt gewesen sein, wohingegen ein nicht unbeträchtlicher Anteil stattdessen Stofftiere waren. Für die Filmmusik zeichnete Holzmans damalige Freundin Susan Justin verantwortlich, für die Makeup-Effekte war hingegen der zu dieser Zeit noch am Anfang seiner Schaffenskarriere stehende John Carl Buechler zuständig.
Häufig wird der Film als eine B-Movie-Kopie des Hollywood-Blockbusters Alien – Das unheimliche Wesen aus einer fremden Welt von Ridley Scott bezeichnet. In beiden Filmen macht eine außerirdische Kreatur Jagd auf Menschen im Weltraum, auch das Design von Subjekt 20 ähnelt dem der Kreatur aus Alien. Während jedoch Scott bewusst auf einen ernsten Tenor bedacht war, verwendete das Team um Corman und Holzman Science-Fiction-Elemente, mit Colby einen an Actionfilme erinnernden charismatischen Helden und sparte auch nicht an Pornofilm-artigen Dialogen und diversen Szenen von Nacktheit.

## Veröffentlichung
Das Grauen im All wurde erstmals am 29. April 1983 – ungekürzt – in den deutschen Kinos gezeigt. VHS- und Laserdiscversionen folgten Veröffentlichungen auf DVD und Blu-ray.
Am 15. September 2023 wurde auf Tele 5 eine von Oliver Kalkofe und Peter Rütten kommentierte Fassung des Films innerhalb der Sendereihe Die schlechtesten Filme aller Zeiten (SchleFaZ) ausgestrahlt.